# Astrolabe nautique
Pour les articles homonymes, voir Astrolabe (homonymie).

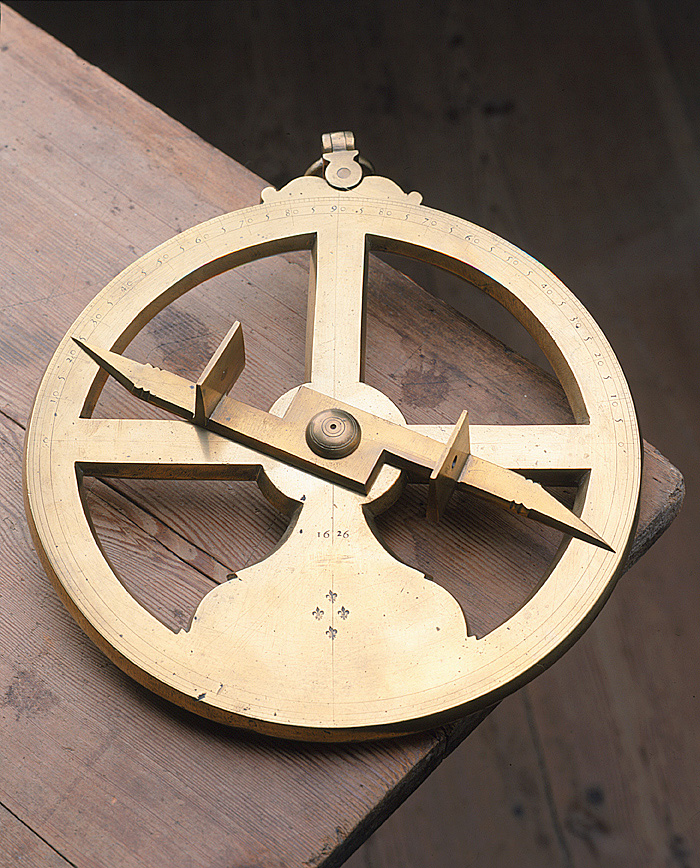
Un astrolabe nautique du XVIIe siècle

L’astrolabe nautique est un ancien instrument de navigation servant principalement à faire le point, soit déterminer la latitude.
Adaptation probable de l'astrolabe planisphérique, il permet de mesurer exclusivement des hauteurs d'astres, surtout la hauteur méridienne du Soleil à partir de laquelle, par un simple calcul, on obtient la latitude instantanée d'un navire.
Mis au point par les navigateurs portugais à la fin du XVe siècle, il remplace alors avantageusement le quadrant de navigation. Plus tard, vers le milieu du XVIIe siècle, concurrencé par le quartier de Davis, un des prédécesseurs du sextant, il sera progressivement abandonné à son profit.

## Description fonctionnelle
L'astrolabe nautique est probablement inspiré de l'astrolabe planisphérique dont il conserve la forme générale mais, comme il sert à déterminer la latitude, il ne possède ni tympans ni araignée. L'astrolabe nautique ne comprend donc que deux pièces principales, l'astrolabe proprement dit et l'alidade qui doivent assurer la seule fonction d'usage de l'instrument : mesurer une hauteur méridienne du Soleil, ce qui, en langage maritime, s'appelle « peser le Soleil ».
Utilisé dans un milieu hostile, l'instrument a du être adapté aux différents facteurs de son environnement : air salin, mouvements du vaisseau (roulis et tangage), vents. Ces différentes contraintes ont petit à petit fait évoluer les caractéristiques de l'instrument. Ici sont présentées celles d'un astrolabe-type du XVIIe siècle, époque de son apogée.

### Caractéristiques générales

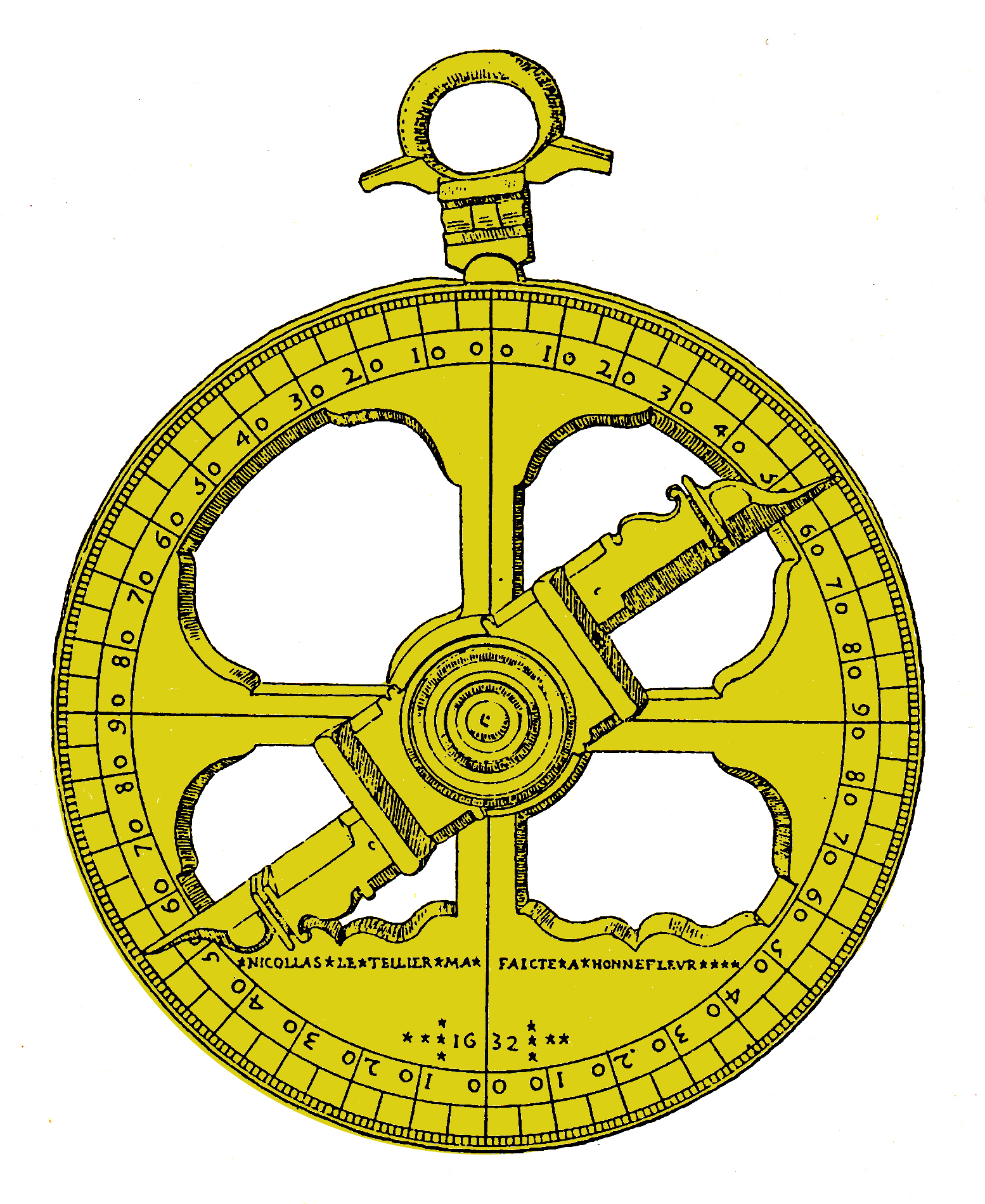
Astrolabe de référence pour description (1610).

- pour résister à l'air salin, l'instrument est en bronze ;
- pour en assurer la verticalité lors des mesurages, en toutes circonstances, son poids est important, de l'ordre de plusieurs kilogrammes : de trois à cinq généralement ;
- pour diminuer les effets du vent, son diamètre est petit, de l'ordre de 20 cm et son aérodynamisme doit être optimisé.

### L'alidade
l'alidade à pinnules, est centrée sur l'astrolabe. Elle permet la visée du Soleil et ses extrémités en biseau sont conçues pour lire au mieux (à un demi degré près) la hauteur recherchée sur le limbe de l'instrument.
La visée du Soleil est particulière. Ses rayons brulant les yeux, son observation est indirecte.

Les pinnules sont percées d'un œilleton, petit trou à l'entrée conique qui se termine par un diamètre de la grosseur d'une fine aiguille. Lors d'une observation, l'image du Soleil, à travers le trou de la pinnule « au soleil », est projetée sous la forme d'une tache lumineuse de petit diamètre sur le plateau de la pinnule inférieure qui est dans l'ombre - les plateaux sont de grandes dimensions pour capter rapidement la trace du Soleil. Il reste alors, à l'opérateur à rectifier les réglages de l'instrument pour amener la tache de lumière en coïncidence avec le trou de la pinnule inférieure, ce qui n'était pas une opération très facile.
Pour optimiser l'opération, l'alidade est lourde, le plus souvent moulée, son profil est biseauté pour mieux pénétrer le vent, les pinnules sont rapprochées au maximum du centre de rotation (au détriment de la précision de mesure) pour éviter l'effet de couple dû au vent au niveau des grands plateaux des pinnules.
Après avoir aligné l'alidade sur le Soleil, il reste à lire le résultat de mesure sur l'astrolabe.

### L'astrolabe
C'est à l'origine un disque, comme sur l'astrolabe planisphérique, avec un anneau de suspension ou de préhension qui va donner à l'instrument la verticalité lors des mesurages.
Le centre de gravité est abaissé au maximum en reportant le maximum de masse dans la partie centrale inférieure. Des évidements dans la partie supérieure et parfois aussi dans la partie inférieure abaissent un peu plus le centre de gravité et atténuent l'effet du vent sur le disque.
À la périphérie, on trouve le limbe gradué en degrés, parfois uniquement dans sa partie supérieure, au dessus de l'horizon qui y est tracé. Les graduations, suivant l'instrument donnent directement les hauteurs (à partir de l'horizon) ou les distances zénithales, complément de la hauteur (à partir de la verticale). La chiffraison est de 10 en 10. La résolution, dont découle l'incertitude minimale des mesures, vu les dimensions de l'instrument, ne peut être inférieure au demi-degré.

## Étapes pour déterminer la latitude
Il s'agit ici de la détermination par « pesée du Soleil ».

Pesée du Soleil
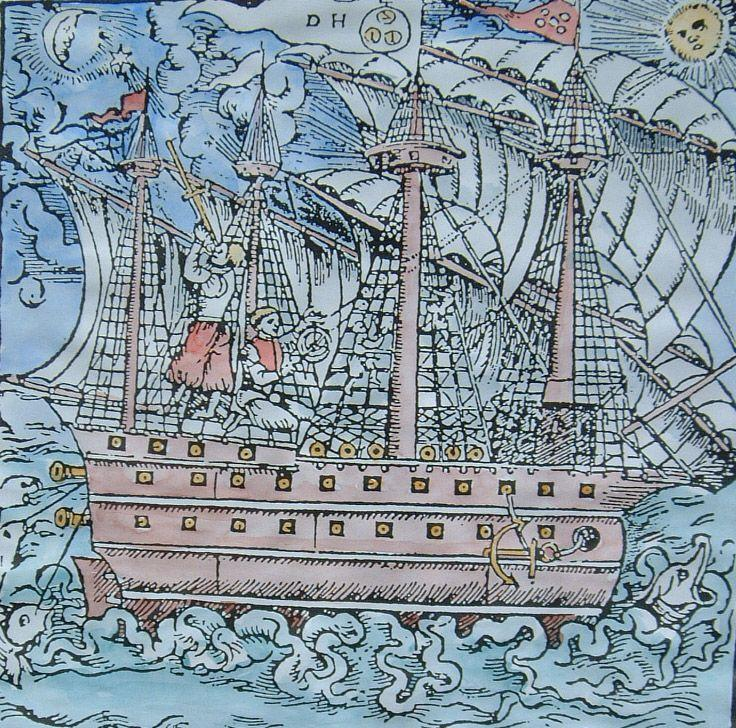
Vers le grand mat.
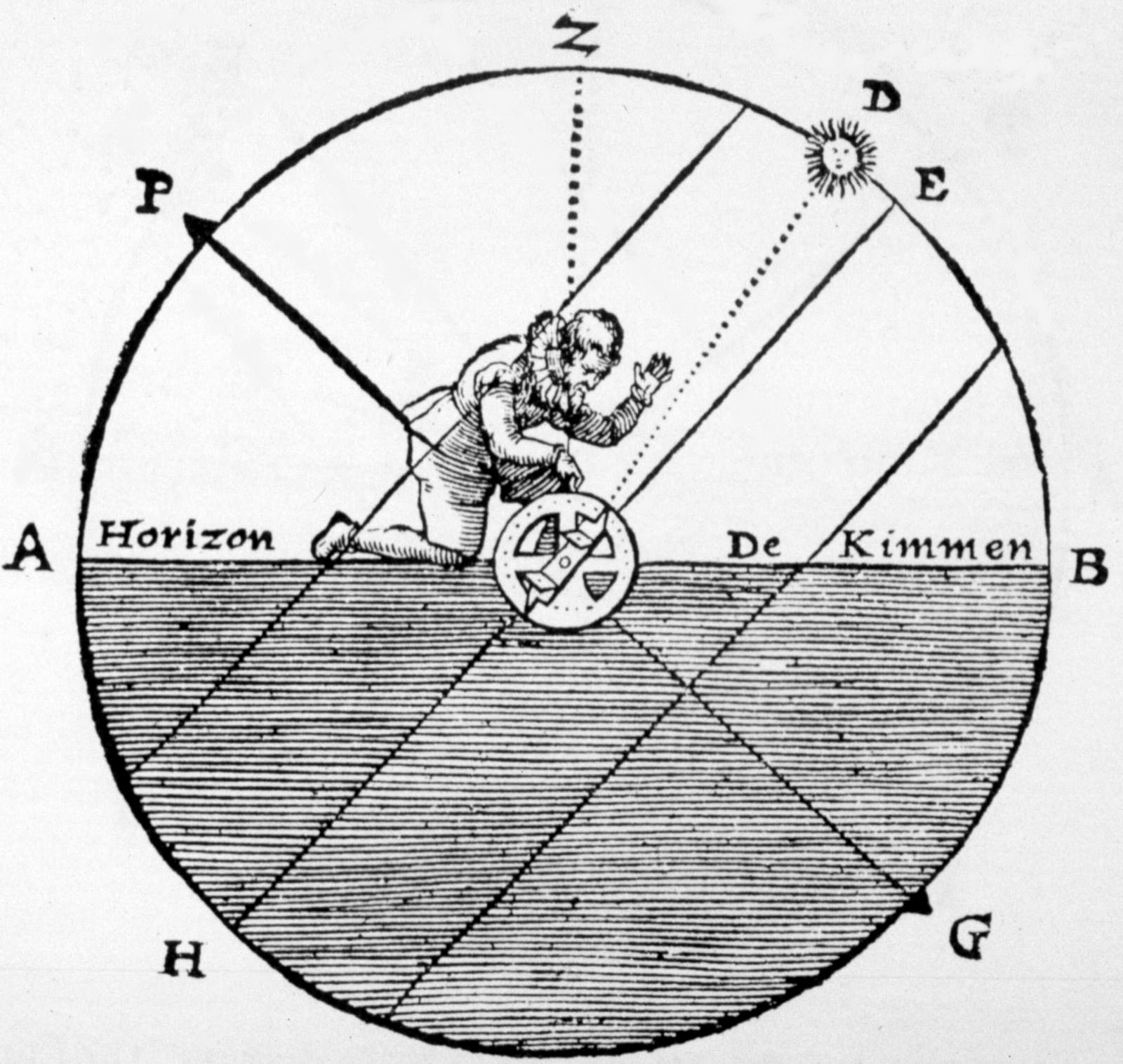
Position usuelle à genoux

1. se positionner au plus près du centre de gravité du navire pour éviter roulis et tangage au maximum : l'endroit à privilégier est situé vers le grand mât[2], la position à genoux est usuelle ;
2. Vers midi, effectuer plusieurs observations ou observer en continu[3] si possible : l'observation idéale est à faire lorsque le Soleil culmine, mais à l'époque où l'astrolabe est utilisé, aucun instrument ne donne l'instant du midi vrai. Cependant, vers son maximum, la variation de hauteur du Soleil est très faible, d'où une tolérance sur les instants des relevés. En fonction des mesures effectuées, en déduire l'angle de hauteur maximum ou hauteur méridienne hm qui servira à déterminer la latitude φ ;
3. calculer la latitude φ du navire, d'après la relation algébrique actuelle φ = δ + 90 - hm[N 4], relation dans laquelle δ désigne la déclinaison solaire que l'on trouvait sur des tables dédiées accompagnant les navigateurs.

Remarque
Bien que non prévu pour ça, l'astrolabe nautique permettait par visée directe de déterminer la hauteur de l'étoile polaire quand celle-ci était haute dans le ciel, ce qui n'est pas le cas dans l'hémisphère sud où elle est invisible. La mesure donnait alors immédiatement la latitude. Ceci, à condition d'effectuer une correction due au fait que la Polaire n'est pas exactement sur le pôle (voir infra « Le régiment de l'étoile polaire »).

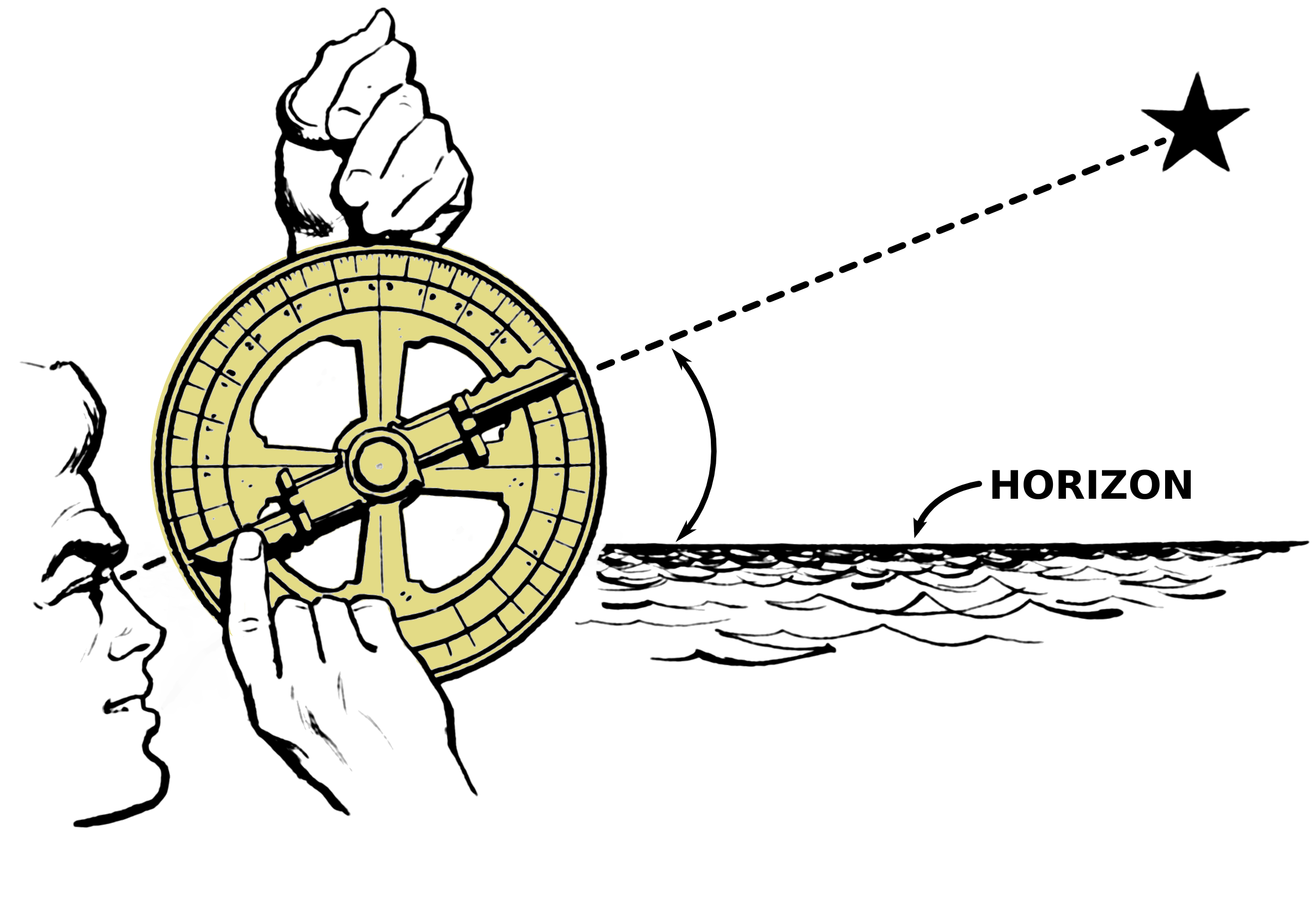
Visée de l'étoile Polaire.

## Historique

### Aux origines
Il est reconnu que l'astrolabe nautique est une version simplifiée de l'astrolabe planisphérique, adaptée à la mer ; mais l'astrolabe planisphérique a-t-il été utilisé à la mer avant ou au début de la navigation hauturière ? 

Les textes sur cet usage n'existent guère, à l'exception de deux citations :
- l'une de Raymond de Marseille (vers 1140) où il fait allusion à l'emploi en mer de l'instrument pour déterminer la latitude par l'observation de l'étoile Polaire[5] ;
- l'autre de Giovanni Dondi (1330-1388) qui indique que « si on emploie sur un navire un astrolabe [planisphérique], plus il est pesant, mieux ça vaut, parce qu'en le tenant suspendu, dans le mouvement du bateau l'instrument reste immobile grâce à son poids[6]. ».

Ces usages probablement exceptionnels d'un instrument de prix a peut-être été possible sur une mer d'huile, mais il a dû faire long feu, vu l'environnement généralement hostile du milieu marin. C'est à juste raison que l'astrolabe classique a quelquefois été appelé « astrolabe de terre ».
C'est au début du XVe siècle, à l'époque d'Henri le Navigateur, que les Portugais, peuple tourné vers l'océan atlantique, vont s'aventurer en haute mer. Ils partent explorer les côtes africaines sur des caravelles, dans un premier temps jusqu'aux environs de l'équateur : les Açores (1427), la presqu’île du Cap-Vert (1444), la Sierra Leone (1462).

Expéditions portugaises
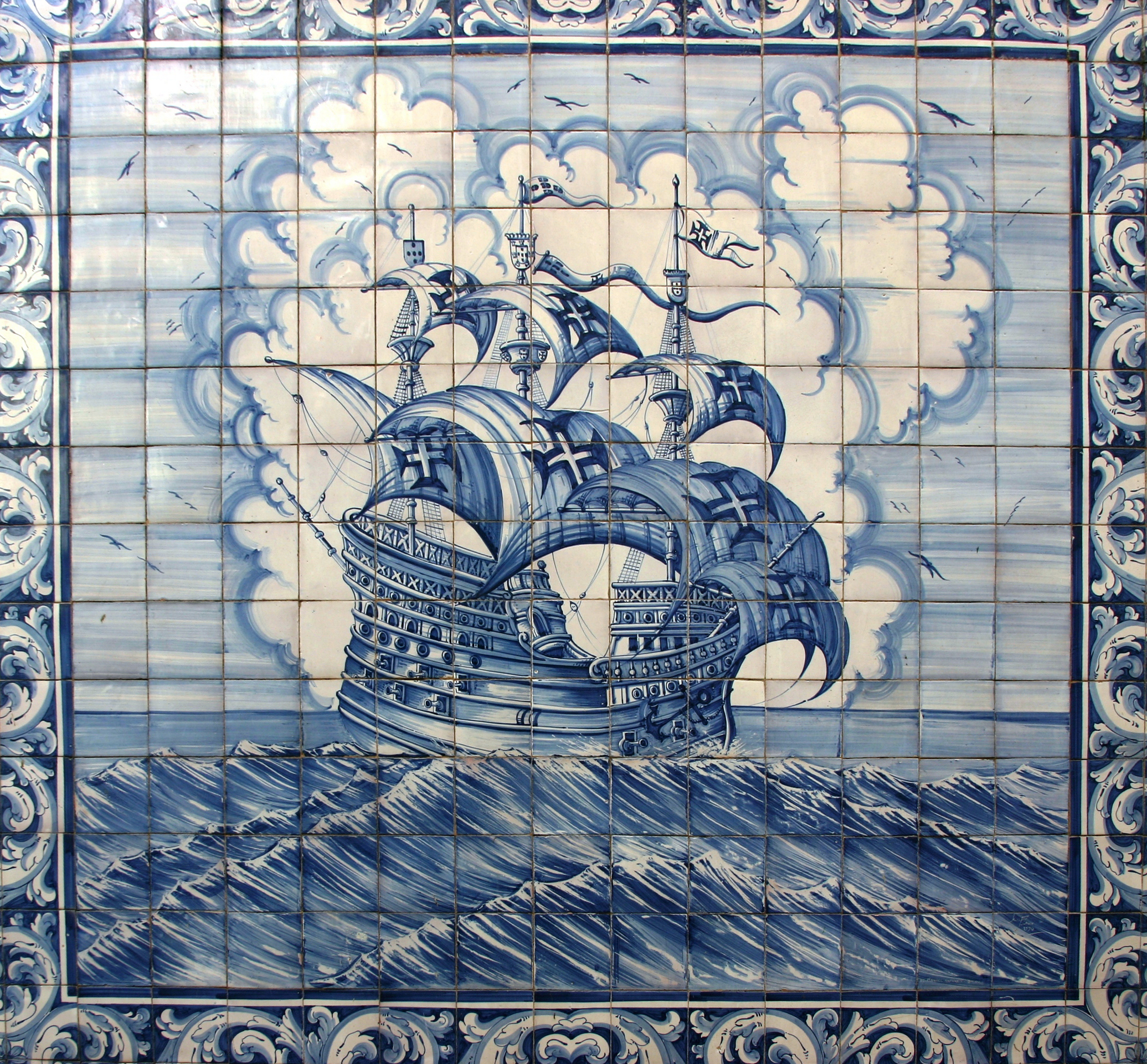
Une caravelle portugaise.
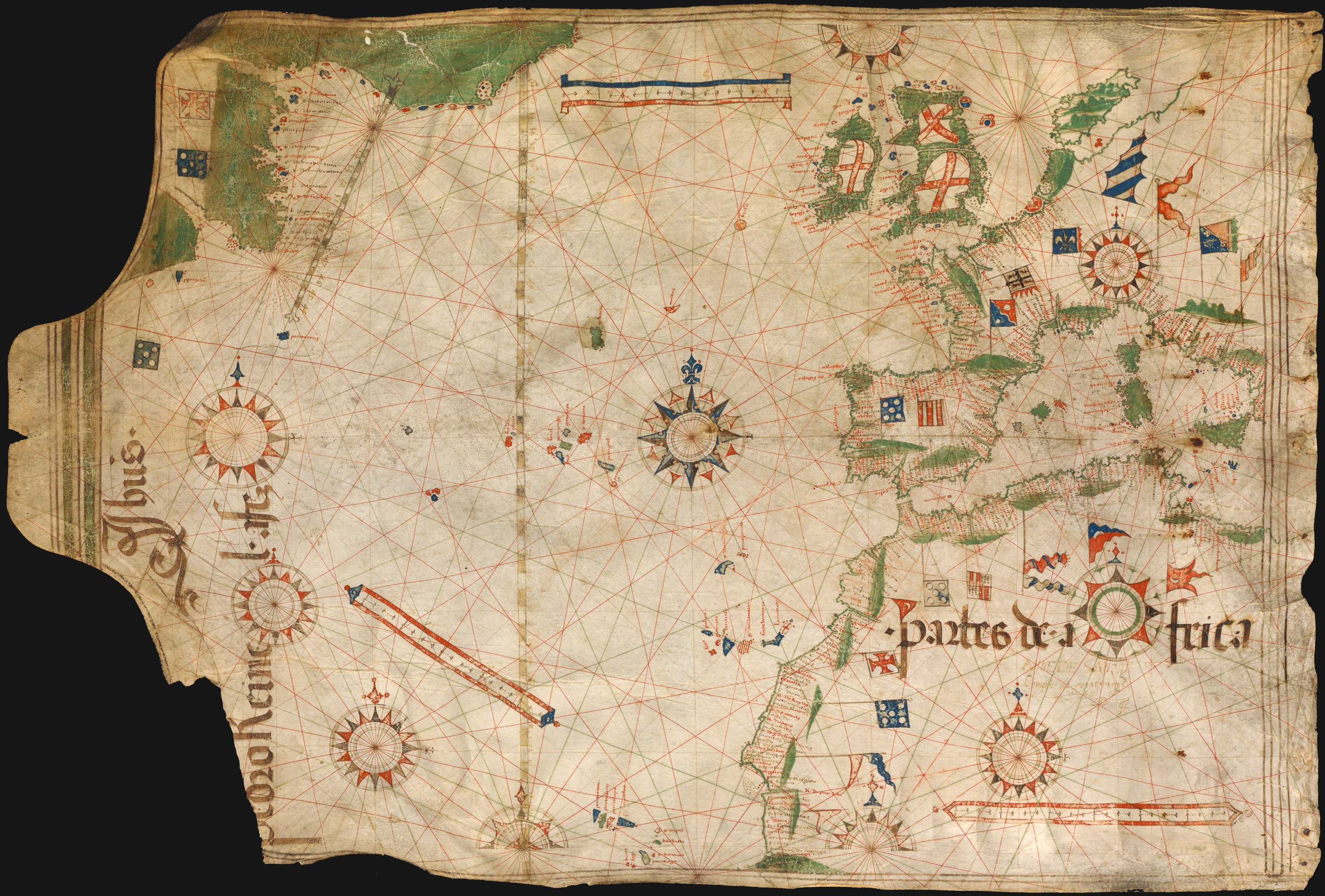
Carte de Pedro Reinel, 1504.

Dans leurs expéditions les marins vont pratiquer une nouvelle navigation, la navigation astronomique. Pour ce faire, ils vont déterminer la latitude des lieux visités à l'aide du quadrant de navigation, le plus souvent en visant l'étoile Polaire qui donne directement la latitude (avec certaines précautions,). Cette opération est effectuée sur les navires, ou mieux à terre, pour une plus grande exactitude.

### Les tables nautiques

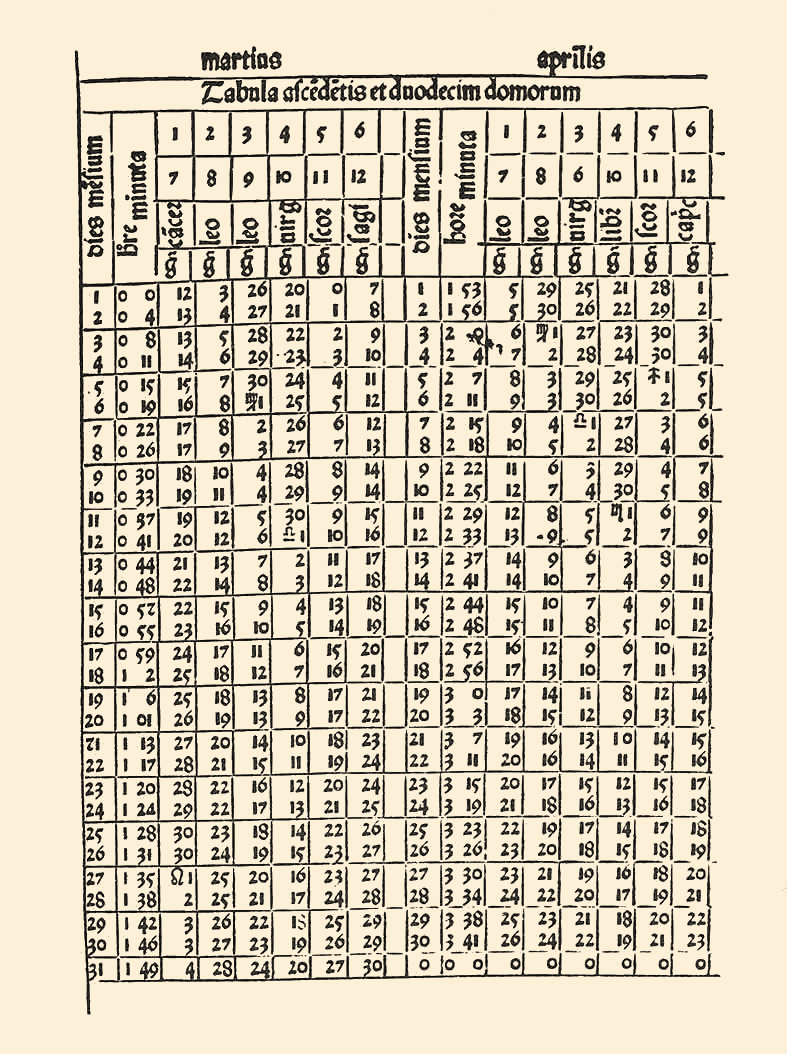
Une page de lAlmanach perpetuum de Zacuto.

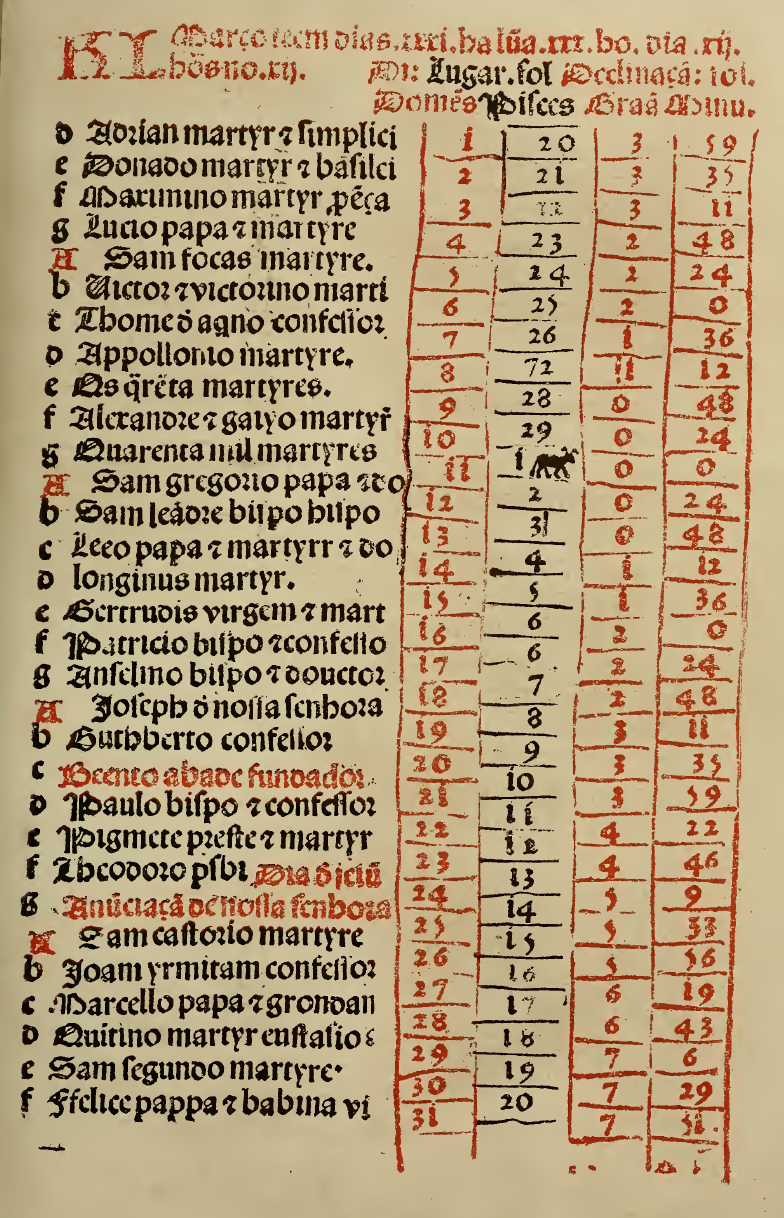
Page du mois de mars du Régiment de Munich.

#### Les tables du Soleil
En 1471 au plus tôt, l'équateur est franchi et l'étoile Polaire disparait à l'horizon. Il faut donc mettre en œuvre une autre méthode pour déterminer la latitude. Ce sera par l'intermédiaire de la mesure de la hauteur méridienne du Soleil. Déjà testée au cadran de navigation par Diogo Gomes sur les côtes de Guinée en 1460-1462 ; le résultat est décevant, l'instrument n'est pas adapté à la « pesée du Soleil » (environ 5° d'écart), et l'exploitation des tables astronomiques existantes  pour en déduire la latitude est difficile. Il lui sera préféré l'astrolabe qui apparait dans les années 1481 et dont la première mention est le fait de Christophe Colomb qui relate son utilisation par Bartolomeu Dias vers le Cap de Bonne-Espérance en 1488 (voir infra).
L'Almanach perpetuum de Zacuto
C'est dans ce contexte, dans les années 1470, qu'Abraham Zacuto va réaliser son ouvrage le plus important l'Almanach perpetuum. Il s'agit d'un livre contenant diverses tables astronomiques, préparé pour l'année 1473 et pouvant être actualisé à l'aide de corrections. L'édition princeps ne sera publiée qu'en 1496, mais des extraits manuscrits ont probablement servi secrètement dès les années 1470. On y trouve des tables de la longitude écliptique du Soleil pour les années 1473-1476 ainsi que les tables de la déclinaison solaire qui en découlent.
Les régiments de Munich et d'Evora
Ces tables, jugées encore trop complexes pour une exploitation par les pilotes de caravelles, seront simplifiées à l'extrême en 1484. Sous l'impulsion de Jean II du Portugal, se réunissent cette année-là des mathématiciens et des astronommes dont José Vizinho (en) et Martin Behaim afin d'établir une méthode astronomique fiable pour la détermination de la latitude en mer en faisant usage des relevés de la position du Soleil au-dessus de l'horizon. De leurs travaux paraitra en 1509 un opuscule, le Regimento do estrolabio e do quadrante connu sous le nom de « Régiment de Munich ». Il contient une table des déclinaisons solaires pour tous les jours d'une seule année ; elle est dite « table solaire unique » pour la différencier des tables quadriennales de Zacuto. Cette table dressée par Vizinho à partir de l'Almanach perpetuum est calculée pour 1483 et semble avoir été mise à la disposition des marins dès ces années-là. C'est une simplification considérable pour mener à bien le calcul de la latitude.

Vers 1516 paraissent des tables quadriennales, le « régiment d'Evora », ayant les mêmes sources que le « Régiment de Munich ». Elles sont établies pour les quatre années de 1517 à 1520 et seront utilisées jusqu'aux années 1540. On estime qu'elles auraient été établies par Zacuto, vers 1496.

#### Le régiment de l'étoile polaire

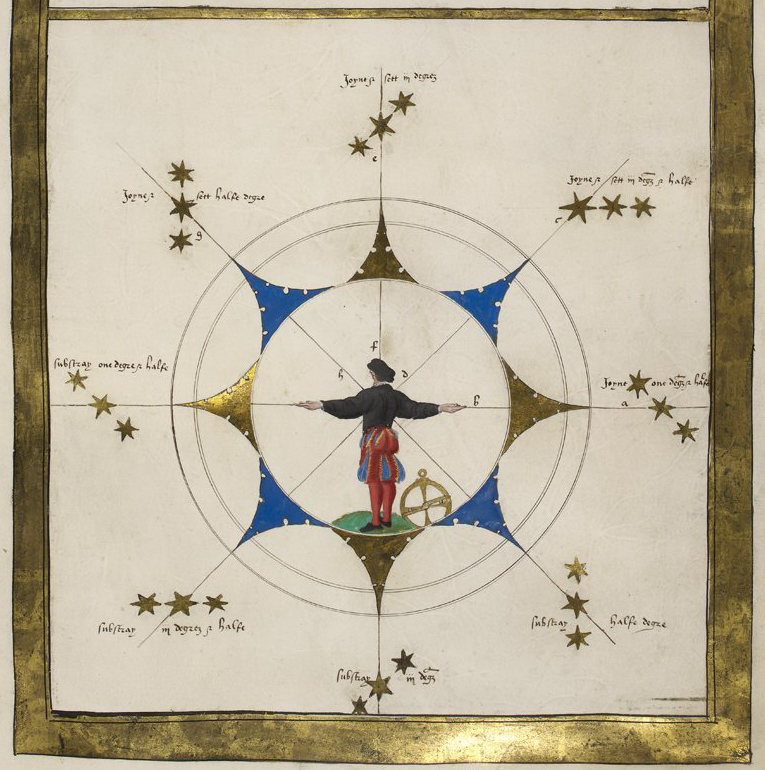
Corrections à apporter sur la position de la Polaire suivant les huit positions cardinales d'étoiles de la Petite Ourse (1542).

Les Regimento do Norte compris dans le « régiment de Munich » sont datés de 1509, mais ils auraient pu apparaitre sous forme manuscrite dès les années 1455. Ils indiquent la correction à apporter à la hauteur relevée de l'étoile Polaire pour avoir la latitude ou hauteur du pôle. Ceci suivant les huit principales positions cardinales de la petite Ourse autour du pôle : Nord, Sud, Est, Ouest et les quatre positions intermédiaires. Pour imager le propos, une roue sera proposée : la Roue Pôle Homme ; un personnage imaginaire les bras en croix présente les points cardinaux et la configuration des étoiles de la petite Ourse choisies pour repérage. Il s'agit le plus souvent des positions des « Gardes », soit β et γ, Kochab et Pherkad.

Sur l'illustration ci-contre, il s'agit probablement des trois premières étoiles de la constellation, soit α la Polaire, δ Tildun et ε Urodelus. Les corrections à apporter, guère lisibles sur la figure sont reportées dans le tableau ci-dessous. Ces corrections sont valables pour l'an 1500 où la Polaire était distante de 3,7° du pôle (soit plus de sept diamètres de la pleine lune).
| Position   | N  | NE   | E    | SE    | S   | SW    | W     | NW   |
| Correction | 3° | 3,5° | 1,5° | -0,5° | -3° | -3,5° | -1,5° | 0,5° |

#### Le régiment de la Croix du Sud

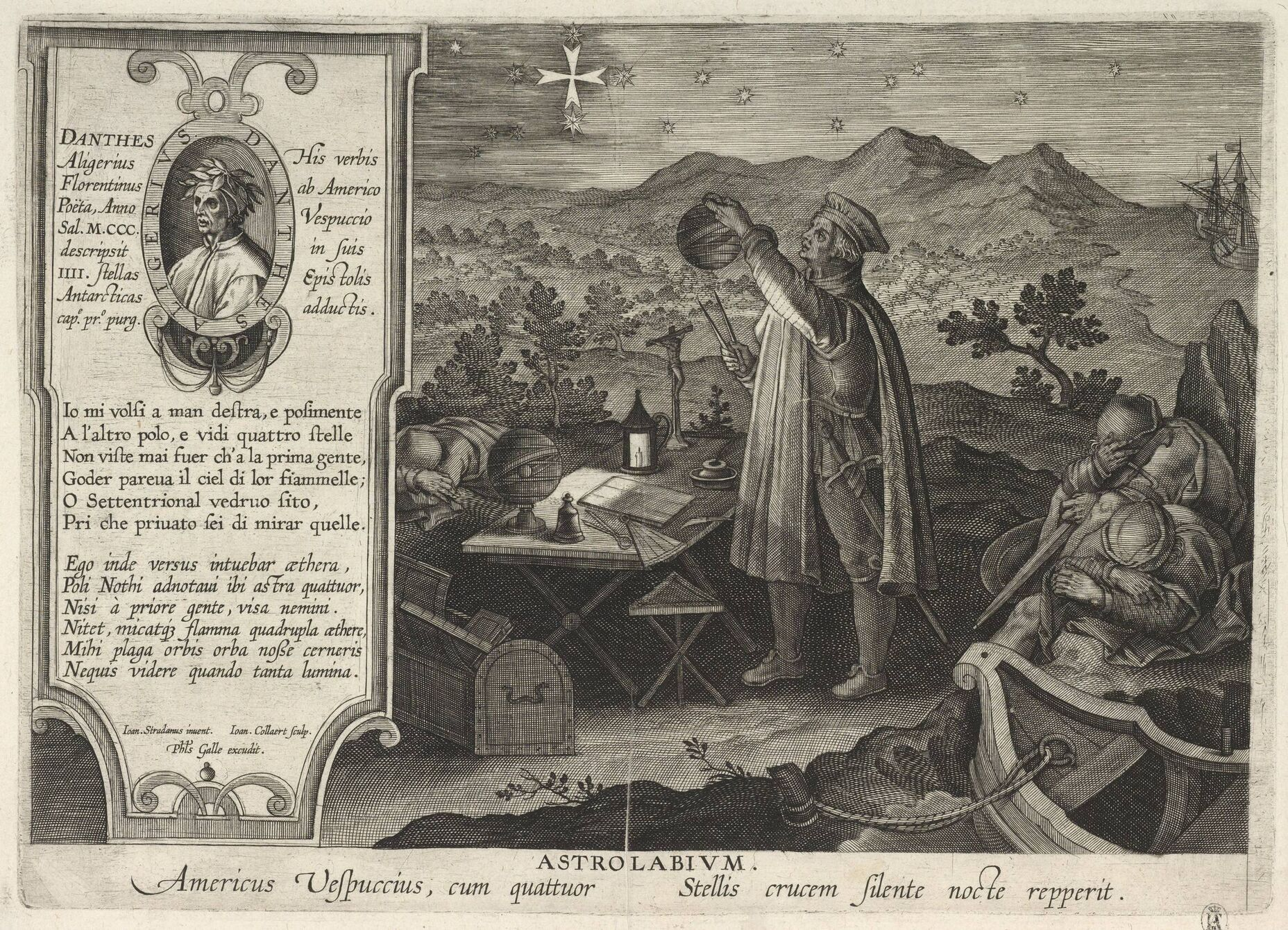
Vespucci et la Croix du Sud.

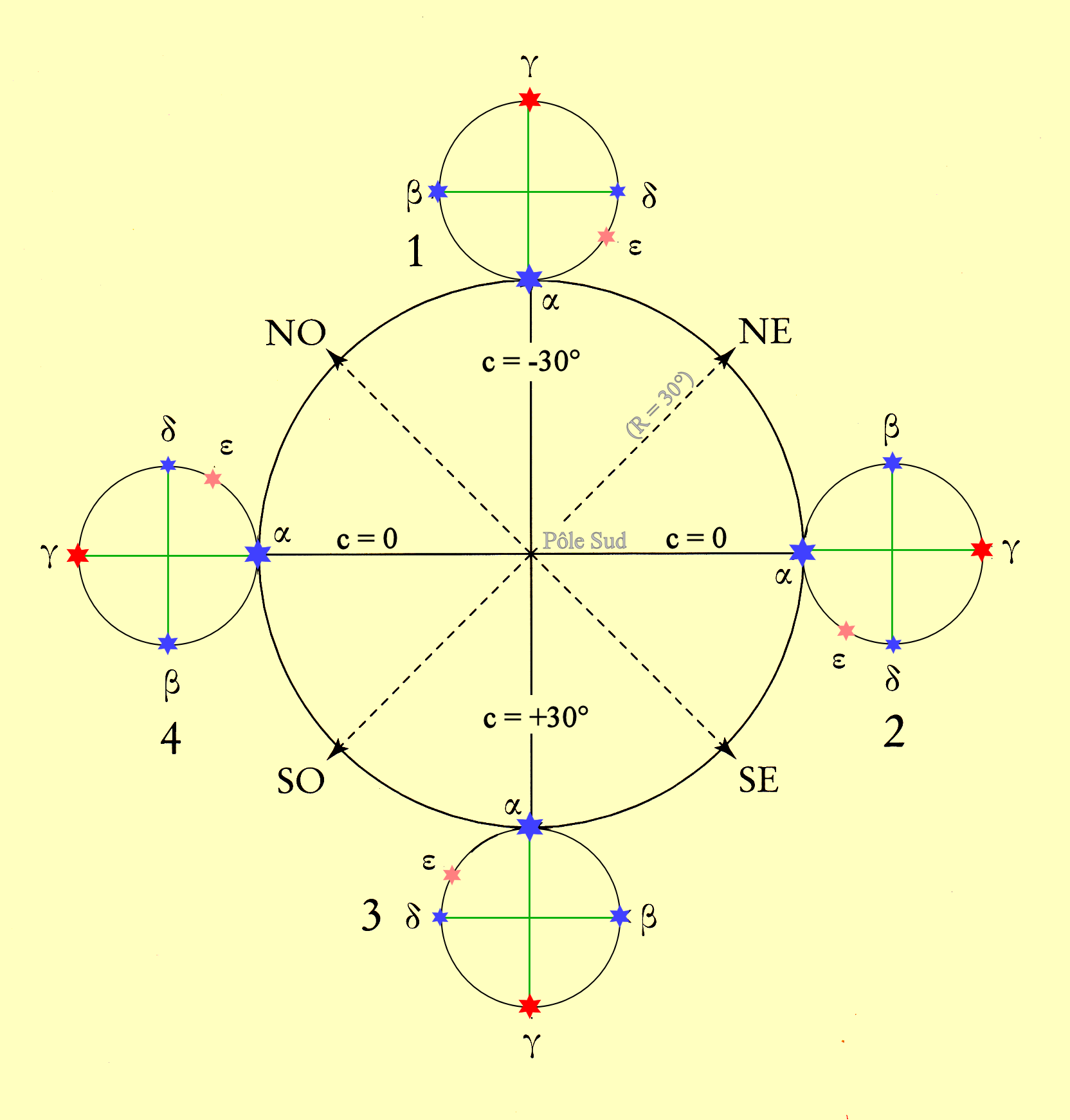
Corrections proposées en 1514 par João de Lisboa.

Il n'existe pas d'étoile suffisamment lumineuse vers le pôle sud céleste pour le localiser directement. C'est à partir de la constellation de la Croix du Sud, située grossièrement à une trentaine de degrés du pôle vers l'an 1500, que les marins portugais vont établir des règles pour déterminer la latitude de leurs observations.
La Croix du Sud comporte deux étoiles de première importance, ce sont :
- α Crucis ou Acrux qui est l'étoile de référence dans les observations. Sa distance polaire en l'an 1500 est de 29,7° ;
- γ Crucis ou Gacrux. Sa distance polaire 1500 est de 35,7°.

La ligne γ-α prolongée dans ce sens donne sensiblement la direction du pôle Sud situé à environ 4,5 fois leur distance respective.
Aperçues dès 1454, Acrux et Gacrux vont servir de référence à l'établissement des premiers régiments de la Croix du Sud.

- La première règle est ébauchée en 1508 par un navigateur portugais. Elle pouvait sommairement ressembler à ceci en langage d'aujourd'hui :

« Si j'observe Acrux à une hauteur de 30°, je me trouverai sur l'équateur ; à une hauteur inférieure à 30°, je me trouverai selon cette différence à autant de degrés au nord de l'équateur et à une hauteur supérieure à 30°, je me trouverai selon cette différence à autant de degrés au sud de l'équateur. Quand je voudrai observer cette hauteur, je m'assurerai que Gacrux se mette avec Acrux sur un axe Nord-Sud. »

- En 1514, João de Lisboa (pt) va donner dans son ouvrage le Livro de Marinharia quatre positions susceptibles de correction (du même genre que celles du régiment de l'étoile polaire).
Plus tard, dans les années 1535-1555, 1606, les Régimiento de navegacion seront repris, actualisés et complétés.

### Les premiers instruments (1480-1550)
Rares sont les ouvrages où l'instrument est mentionné dans les premières années de son usage. Sa première illustration daterait de 1517 et son premier mode de construction imprimé serait des années 1550. Mais, la découverte récente dans une épave, du plus ancien astrolabe connu, va compléter heureusement ces maigres informations.

#### Premières mentions
En 1481-1482, le premier usage de l'instrument serait dû aux marins de la flotte de Diogo de Azambuja vers la Guinée.
De différents diamètres, et de matières différentes (bois, métal), il semble que l'astrolabe soit employé alors sur terre comme sur mer et qu'il serve à prendre indifféremment la hauteur du Soleil ou de la Polaire. Ce n'est que plus tard qu'il sera spécialisé dans la mesure exclusive de la hauteur solaire.
En 1488, Bartolomeu Dias double le Cap de Bonne-Espérance et, d'après certains auteurs, il procède à une mesure de latitude à l'astrolabe. Il aurait situé le cap à 45° de latitude Sud (valeur rapportée par Christpohe Colomb) alors qu'il se trouve en réalité à 34°. Cette différence excessive reste un mystère : la mesure a-t-elle été effectuée bien au large ou est-ce une erreur grossière de transcription, ne faut-il pas lire 35° ?
En 1497, dans la baie de Sainte-Hélène, Vasco de Gama se sert d'un astrolabe en bois de trois paumes de diamètre. Pour soutenir l'instrument à terre probablement, on se sert d'une chèvre de bonnes dimensions à trois pieds. Pour l'anecdote, deux jours étaient nécessaires pour effectuer la mesure géodésique : le premier jour pour placer l'instrument dans le plan du méridien, le second pour mesurer la hauteur méridienne du Soleil.

Dans son voyage, en plus de ce grand astrolabe en bois, il emporta plusieurs astrolabes métalliques. Y avait-il dans ces derniers des astrolabes planisphériques ou universels ?
En 1519, Magellan, au départ de son grand voyage emporte un astrolabe en bois et six astrolabes en métal.

#### Premières illustrations et publications

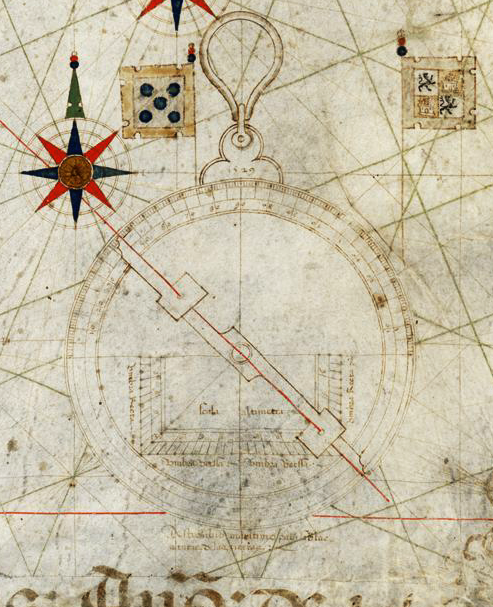
Une des premières illustrations de l'astrolabe nautique, Ribero, 1529.

En 1517, un texte italien est illustré d'un dessin assez fruste d'un astrolabe nautique.
En 1518-1529, différentes éditions du Reportorio dos tempos de Valentim Fernandes ont pu être illustrées par la représentation d'un astrolabe nautique. Sur une édition ultérieure de 1563, l'astrolabe est remplacé par un quadrant horaire.
En 1529 Diego Ribero fait paraitre un planisphère-portulan où apparait un quadrant et un astrolabe nautique.

Sur la figure on ne peut que constater la ressemblance avec le dos d'un astrolabe planisphérique plein, avec son carré des ombres, mais quelques détails permettent de ranger cet instrument dans la catégorie des astrolabes nautiques : seuls les deux quadrants supérieurs du limbe sont gradués en degrés et les pinnules aux larges plateaux sont assez rapprochées du centre de l'instrument.
En 1530-1532, Oronce Fine dans un de ses ouvrages, Protomathesis, donne la représentation d'un instrument qui est dit être un horologium et qui remplit, entre autres, la fonction d'astrolabe nautique.
Il comprend :

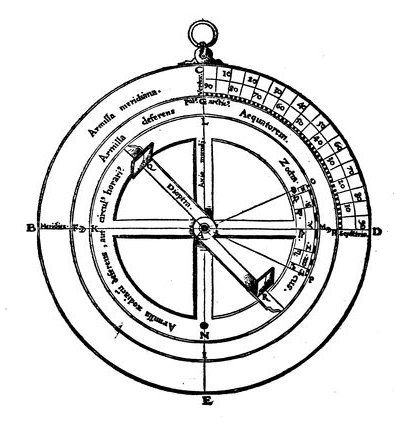
L' « horologium » de Fine (1530).

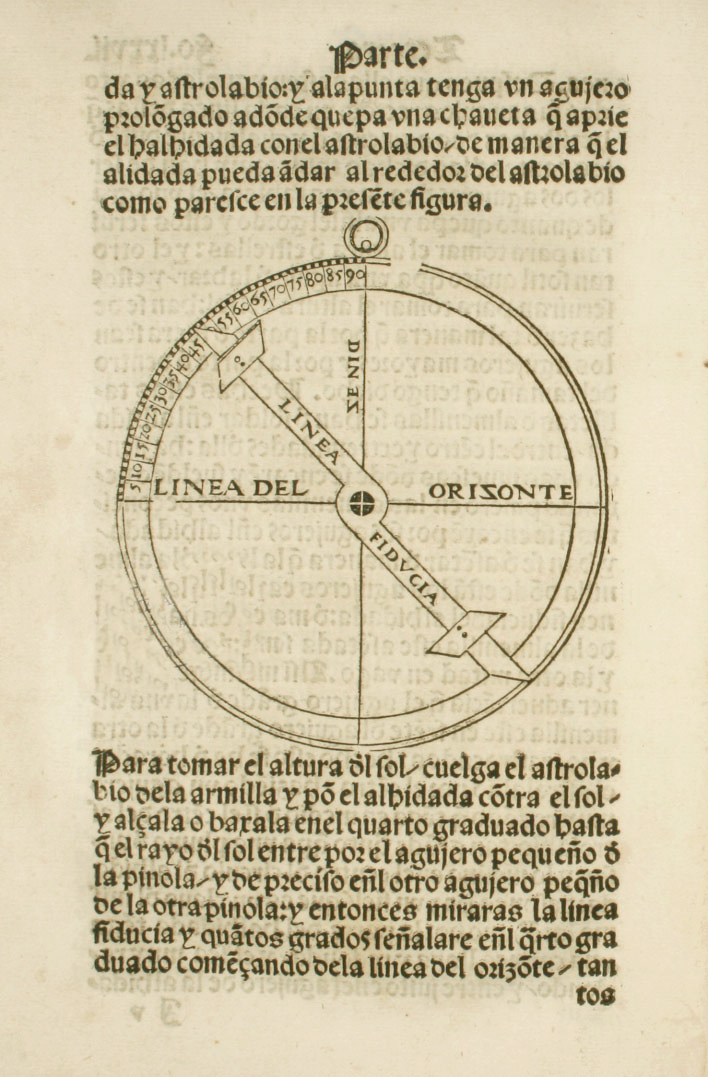
Le premier astrolabe imprimé, 1545-1551.

- une armille, avec la déclinaison du Soleil donnée en fonction du signe zodiacal, qui permettrait d'avoir grossièrement sans table la latitude du lieu d'observation. Cette armille est évidée : elle comporte quatre bras en croix reliant le moyeu à la couronne ; c'est la première illustration connue avec un disque évidé semble-t-il ;
- un disque-mère dit « armille méridienne » comportant une double graduation sur un des quadrants supérieurs. On peut y lire directement la hauteur ou la distance zénithale ;
- l'alidade, curieusement, n'arrive pas au niveau des graduations sur le limbe, est-ce là une erreur due à la gravure ?

En 1542, Jean Rotz, sur la figure illustrant la section Le régiment de l'étoile polaire, a représenté un astrolabe nautique au pied de l'observateur. L'instrument est évidé et comporte quatre bras en croix comme sur l'astrolabe d'Oronce Fine, ce qui confirme que dans ces années-là, on recherche une moindre prise au vent de l'instrument.
En 1545, Martín Cortés de Albacar écrit Le premier ouvrage consacré en partie à l'astrolabe nautique. Imprimé en 1551 il y représente un instrument, réduit au minimum, constitué d'un disque plein avec une alidade où chacune des deux pinnules sont percées de deux œilletons différents : l'un, de petit diamètre, pour prendre la hauteur du Soleil, l'autre, de plus grande ouverture pour viser les étoiles ; ce serait la première description et le premier mode de construction imprimés de l'astrolabe nautique.

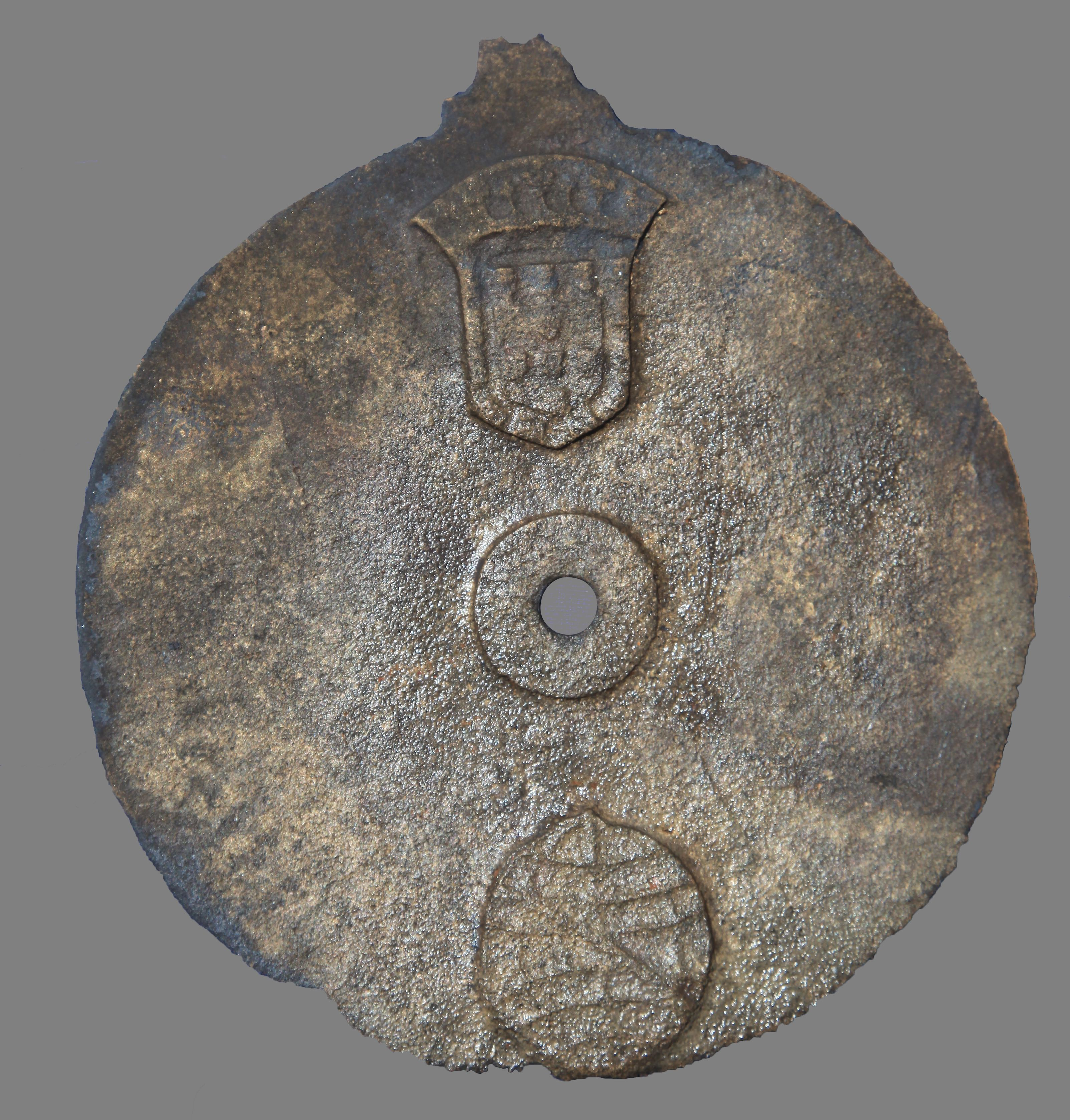
Le plus ancien astrolabe nautique retrouvé, ca. 1500.

#### Le plus ancien exemplaire découvert à ce jour
En 2014, des fouilles sous-marines sont effectuées sur le lieu d'un naufrage d'un bateau portugais dans l'océan Indien. Il s'agissait du bateau « Esmeralda », de la flotte de Vasco de Gama, coulé en 1503 lors d'une forte tempête. Sur les fonds marins, il est retrouvé un disque de bronze de 17,5 cm de diamètre et de moins de 2 mm d'épaisseur. Il s'agit d'un astrolabe nautique. Au dos de l'instrument, une sphère armillaire, emblème du Portugal, y est représentée ainsi que les armes de Dom Manuel Ier devenu roi en 1495. La face avant, bien érodée a laissé voir par analyse laser la gravure de divisions de 5 en 5° sur un des quadrants supérieurs ; il n'est pas parlé de graduations de degré en degré. L'instrument daterait des années 1495 à 1500.

### L'âge d'or (1550-1650)
La majorité des instruments conservés dans les musées datent de cette période de 100 années à cheval sur le  XVIe et XVIIe siècles. C'est l'époque où l'astrolabe nautique règne en maître sur la façon de rechercher la latitude à partir de la hauteur méridienne du Soleil.
Au cours des premières décennies, l'instrument va se voir perfectionné et spécialisé pour arriver très vite à une forme quasi définitive décrite dans l'introduction.

#### Améliorations
Il faut agir conjointement sur tous les facteurs ayant de l'incidence sur la précision des mesures dans le milieu hostile de l'océan :
1. sur le corps de l'astrolabe : augmenter la stabilité en position verticale et conjointement réduire la prise au vent ;
2. sur l'alidade : augmenter sa stabilité en position de mesurage et conjointement améliorer la précision des mesures.

1 - sur le corps de l'astrolabe
Un lest est prévu en partie basse :
- plus il sera important, meilleure sera la stabilité, mais
- plus petits seront les évidements réduisant la prise au vent.

Un compromis entre les deux options, obtenu par tâtonnement, a conduit à différentes solutions.
Pour augmenter la stabilité de l'instrument sans réduire les évidements, certains astrolabes de la seconde moitié du  XVIe siècle avaient une épaisseur variable. Ainsi, sur l'astrolabe espagnol du Musée des arts et métiers de 1563 présenté ci-dessous, l'épaisseur varie de 13,2 mm en haut à 15,1 mm à la base. Cette technique, que l'on retrouve sur d'autres exemplaires conservés, a été abandonnée vers 1610 à la demande d'un pilote major, elle compliquait la construction de l'instrument.
2 - sur l'alidade
Pour augmenter sa stabilité, elle se doit d'être trapue, profilée, avec des pinnules rapprochées du centre :
- plus les pinnules seront rapprochées, meilleure sera la stabilité, mais
- moins grande sera la précision des mesures.

Les solutions retenues seront donc un compromis, comme précédemment.

#### Spécialisation
Au début de son utilisation, l'astrolabe nautique est employé indifféremment pour mesurer la hauteur de la Polaire ou du Soleil.

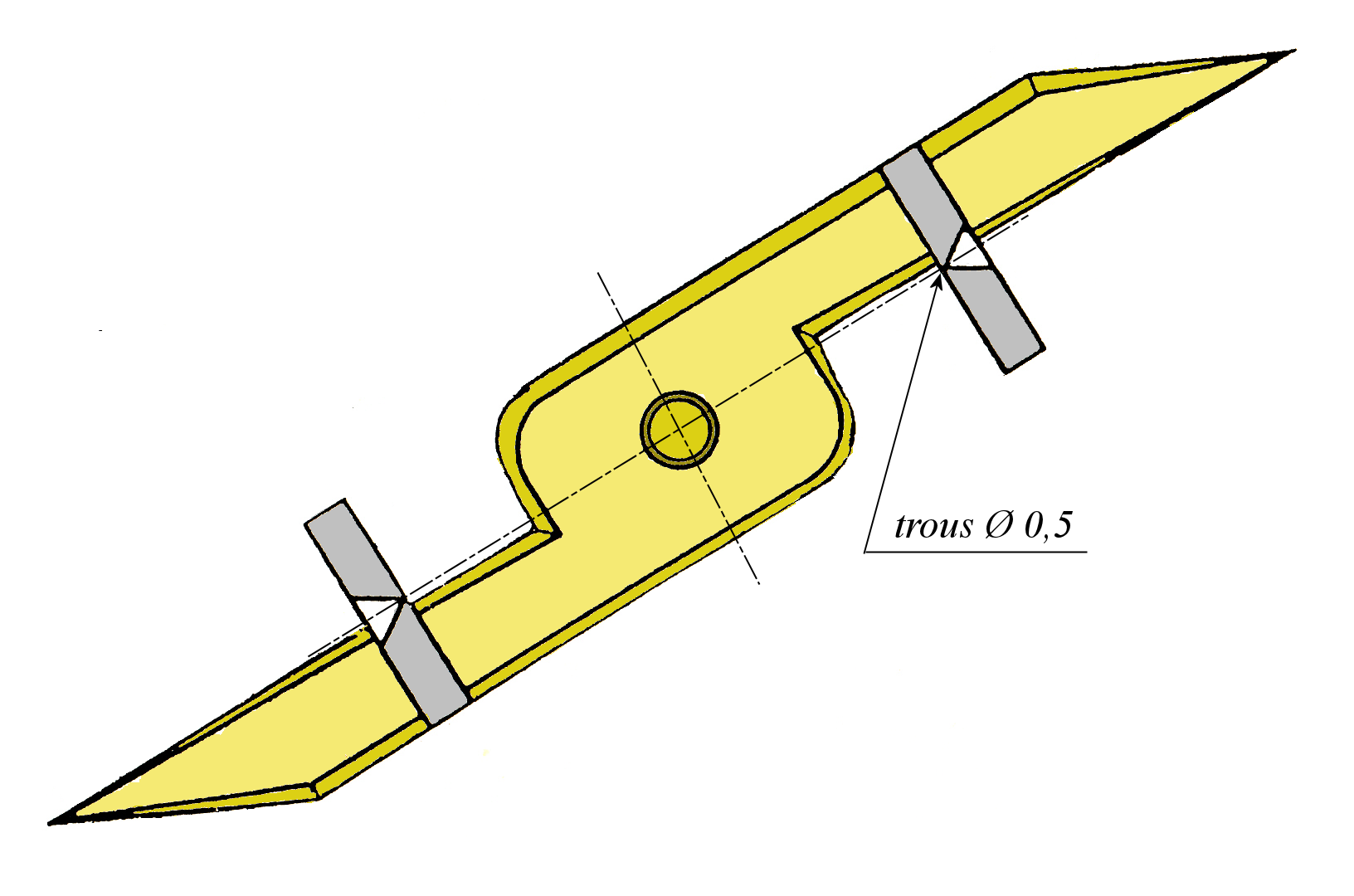
Alidade pour « peser » le Soleil

Les pinnules sont écartées au maximum et sont donc au plus près de l'œil de l'opérateur. Les œilletons sont assez grands pour viser les étoiles. Ils peuvent aussi être doublés comme sur l'astrolabe de Martín Cortés de Albacar. Certains astrolabes ont deux alidades : l'une, avec des œilletons de grand diamètre pour viser les étoiles, et l'autre, avec des trous bien plus petits, réservée à la pesée du Soleil.
En 1515 au Portugal, en 1550 en Espagne et dans le reste de l'Europe, apparait le bâton de Jacob qui va supplanter le quadrant de navigation dans la mesure de la latitude par les étoiles.

L'astrolabe nautique est alors destiné à la mesure de la hauteur du Soleil. Ceci va permettre de diminuer le diamètre des œilletons et de rapprocher les pinnules du centre de l'instrument (affranchies des « mesures à l'œil ») sans trop nuire à la précision des mesures : à titre indicatif le diamètre des œilletons qui est dit correspondre à celui d'une fine aiguille peut être de l'ordre de 0,5 mm ; l'espacement intérieur entre pinnules peut aller de 0,3 à 0,5 du diamètre extérieur balayé par l'alidade.

Quelques types d'astrolabes nautiques
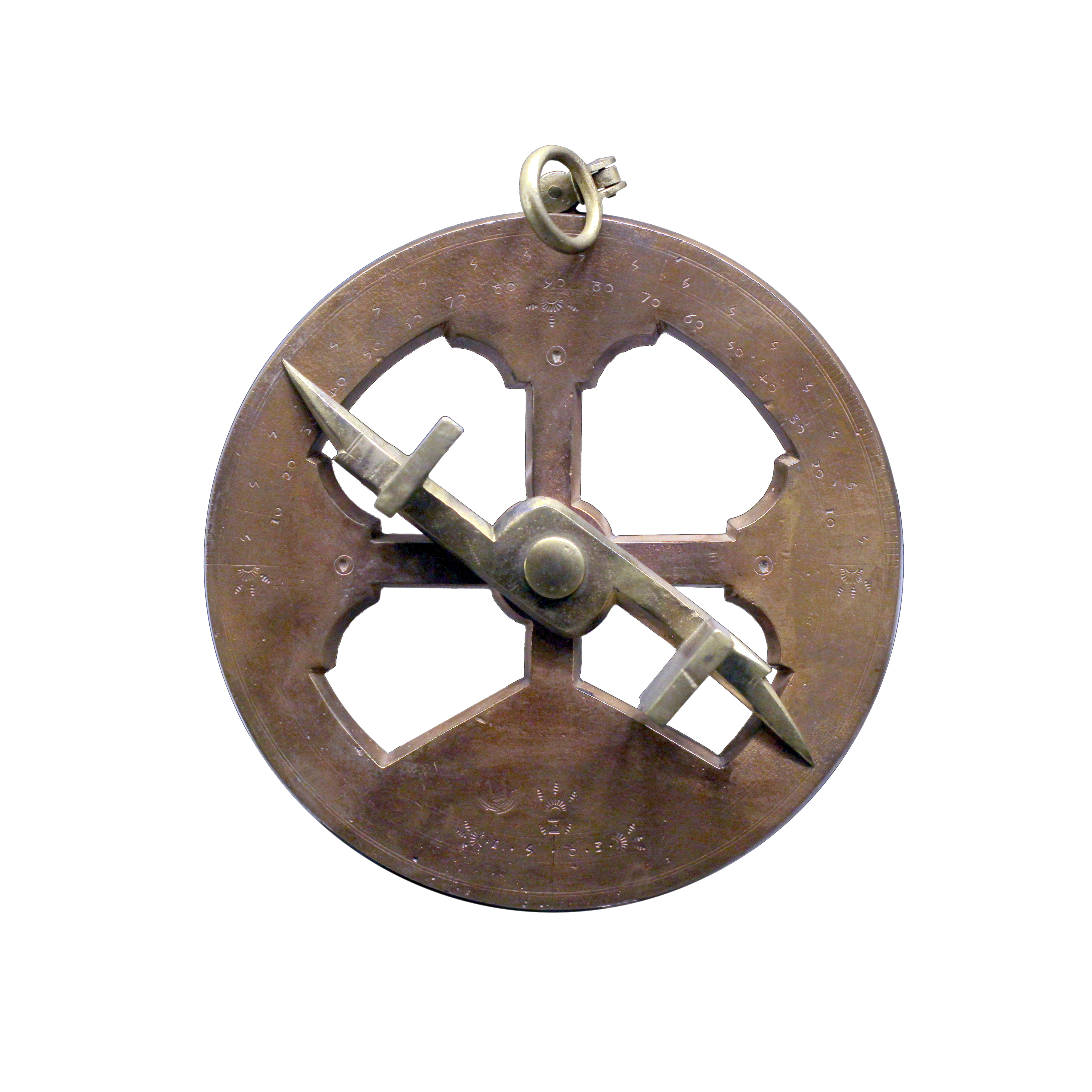
1563.
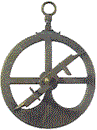
1575.
1626.
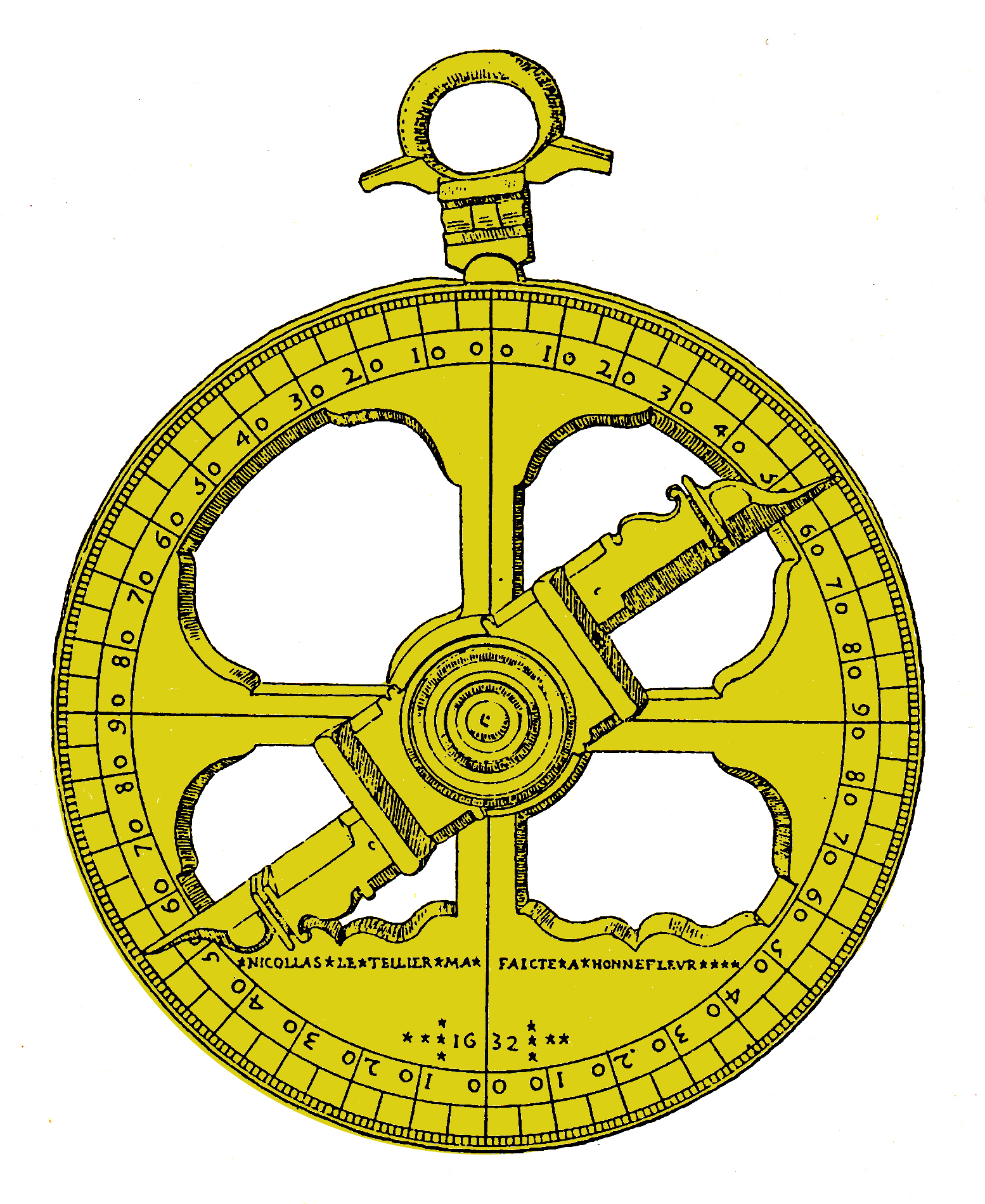
1632.
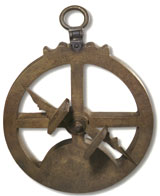
non daté.

#### Quelques instruments particuliers

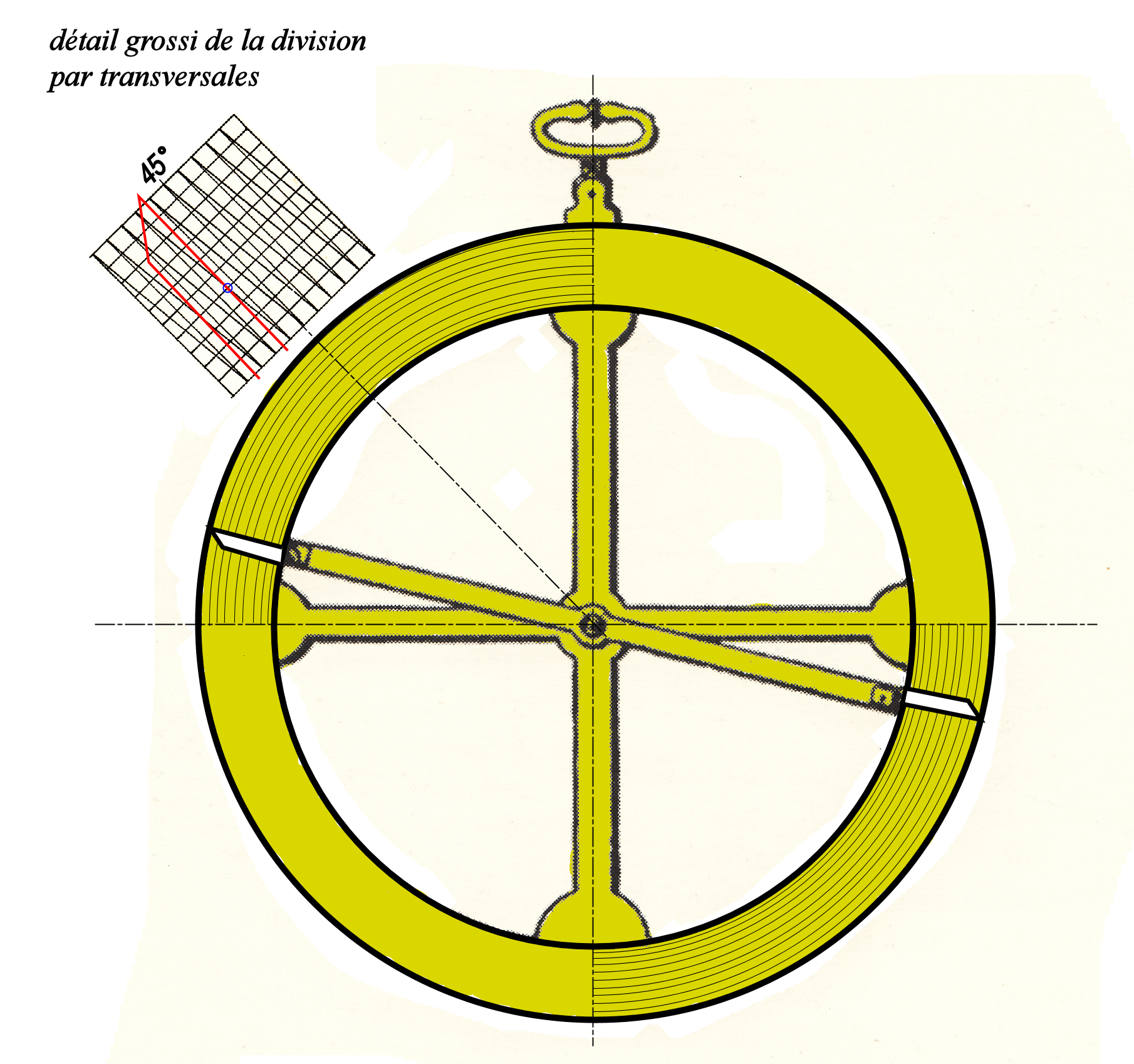
Dessin schématique de l'astrolabe nautique de l'observatoire de l'université de Coimbra, 1675.

Dans la collection d'astrolabes présentée par Alan Stimson, il existe quelques instruments de grand diamètre. Ils étaient probablement réservés à des mesures géodésiques à terre qui nécessitaient une grande exactitude. Parmi eux, l'astrolabe nautique de l'observatoire de l'université de Coimbra, au Portugal, daté de 1675. Il pèse 10 kg et a un diamètre de 500 mm. Son limbe est divisé en degrés sur deux quadrants en opposition pour permettre une vérification des mesures données par les deux index de l'alidade. Pour augmenter la précision, ces deux secteurs sont divisés par transversales. Ceci permet une résolution instrumentale au 1/10 de degré.

Sur la figure ci-contre, l'index (en rouge) indique une hauteur de 43,6°. Cette « méthode des transversales » est dite avoir été mise au point par Pedro Nunes (1502-1578) ; elle sera mise en application sur certains instruments de Tycho Brahe et sur les instruments astronomiques à lunettes du XVIIe siècle, notamment sur ceux de Jean Picard, avant 1675.

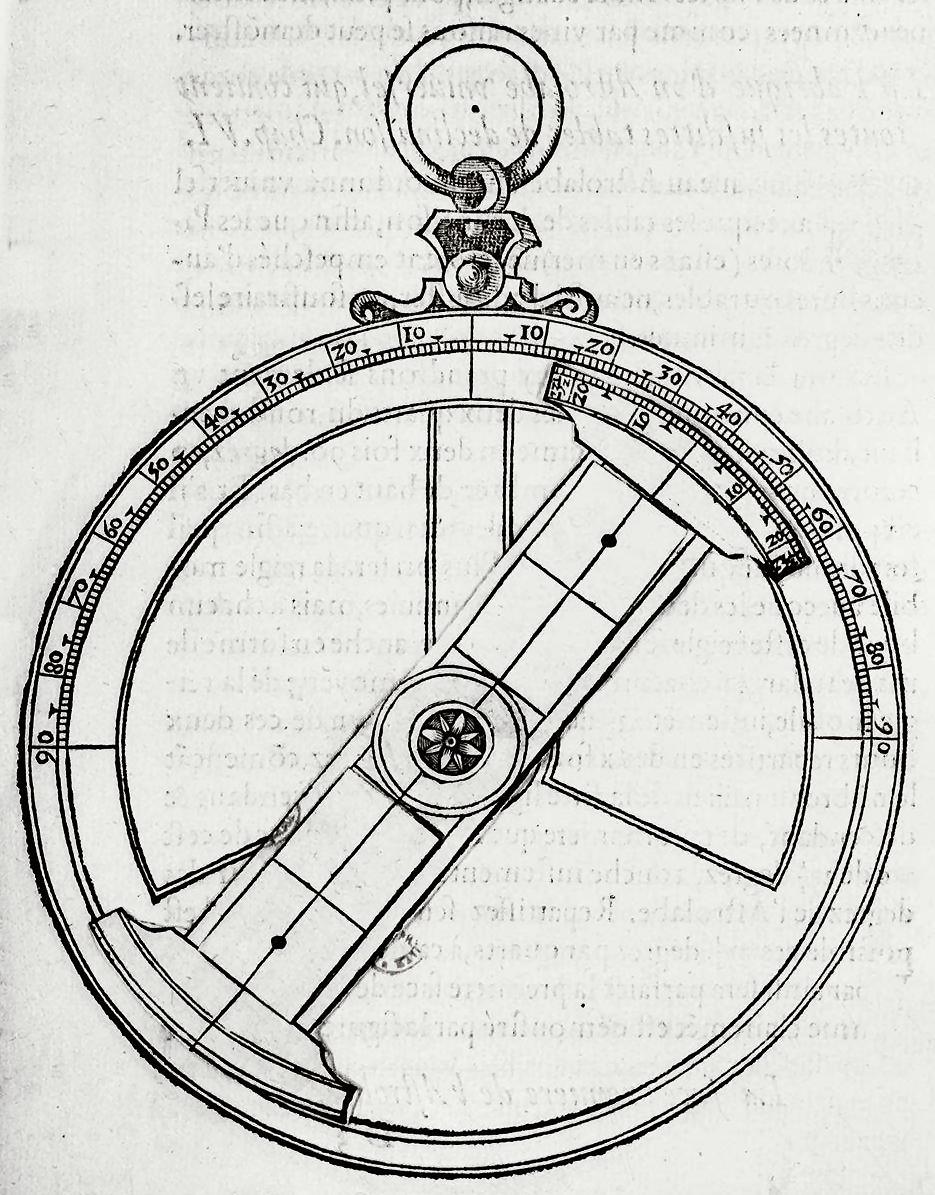
Astrolabe universel de Michel Coignet, 1581.

En 1581 Michel Coignet publie Instruction nouvelle des poincts plus excellents et nécessaires, touchant l'art de naviguer…, ouvrage dans lequel il décrit un astrolabe nautique universel qui peut donner la latitude du lieu d'observation sans table de déclinaison du Soleil.

L'astrolabe a sur sa face postérieure un double calendrier comme sur un astrolabe planisphérique :
- le calendrier civil avec ses mois et ses jours donnant la date commune ;
- le calendrier zodiacal avec ses douze signes traditionnels et sa graduation spécifique sur 360°, chaque signe étant divisé en 30°.

Pour une date du calendrier civil donnée, on a sa correspondance zodiacale et la déclinaison solaire.

Sur la face avant de l'astrolabe, l'alidade donne la déclinaison solaire en degrés ; le limbe est gradué en distance zodiacale.

Pour avoir la latitude, à la suite de l'observation, il suffit de lire sur le limbe, en face de la déclinaison du jour de l'observation, la latitude du lieu.

Ce type d'astrolabe ne semble pas exister dans les inventaires actuels.

On peut remarquer qu'il ressemble curieusement à l'instrument horologium d'Oronce Fine de 1532 présenté plus haut.
Pour finir, on peut remarquer l'astrolabe présenté en 2017 au « Hong Kong Museum of History ». Fonctionnellement, il est réduit à sa plus simple expression. Il comprend :
- un demi-cercle pour servir de limbe, avec trois bras pour en matérialiser le centre ;
- une alidade non symétrique par rapport au centre de rotation ;
- un lest en partie basse, de forme semi-cylindrique, qui semble être rapporté, mais qui est en réalité moulé avec le corps de l'instrument.

Cet instrument original n'est pas documenté. Vu la forme de sa poignée de suspension, par analogie il pourrait dater du début du XVIIe siècle.

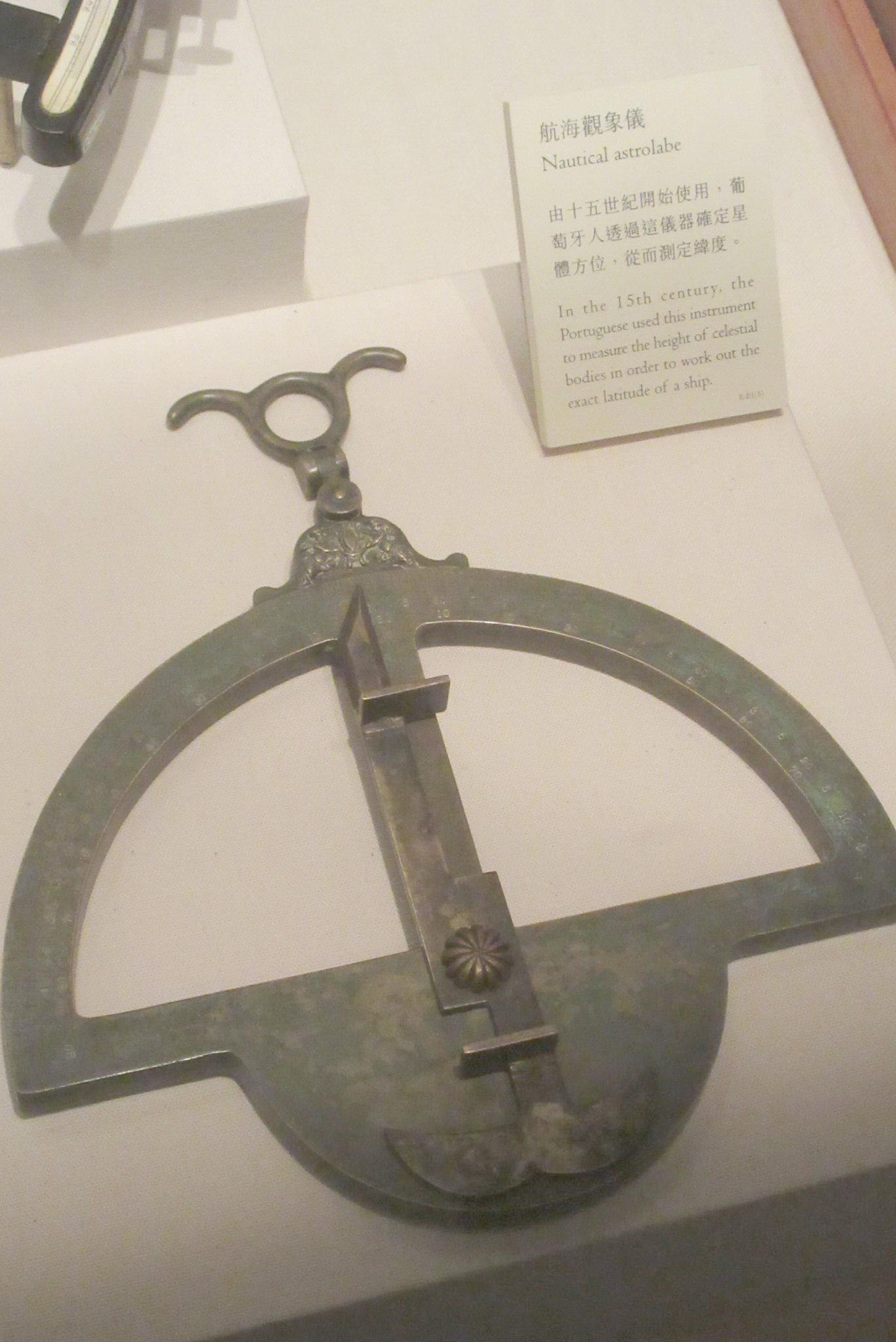
L'astrolabe exposé en 2017 à Hong Kong.

#### Utilisation conjointe avec un astrolabe universel
Au début du  XVIIe siècle, Thomas Blundeville (en) décrit l'astrolabe universel de John Blagrave (en) dit le mathematical jewel (le bijou mathématique)  paru en 1585, puis il s'exprime ainsi :

« Mais lorsque vous devez mesurer la hauteur du Soleil… vous devez vous servir du lourd et massif astrolabe marin, qui selon mon opinion est l'instrument le meilleur pour une telle utilisation et le plus sûr, et, pour obtenir d'autres conclusions, aidez-vous de l'astrolabe de Master Blagrave. ».

Ce qui indique bien que l'on utilise conjointement les deux astrolabes en mer. Plus loin dans le texte on peut lire que ce dernier instrument était utilisé surtout dans le local des cartes ou « carré » ; il servait à changer de coordonnées astronomiques, à la manière d'une règle à calcul.
En 1608, Willem Blaeu (1571–1638) fait paraitre un manuel à l'usage des marins, The light of navigation. En frontispice, une gravure représente plusieurs pilotes de navires réunis dans une même pièce. Parmi les instruments qui les entourent, on peut reconnaitre sur la gauche un astrolabe nautique entre les mains d'un des personnages et, sur la droite, posé à terre, un astrolabe universel de Gemma Frisius. On remarquera aussi le bâton de Jacob au-dessus de l'astrolabe de Frisius.

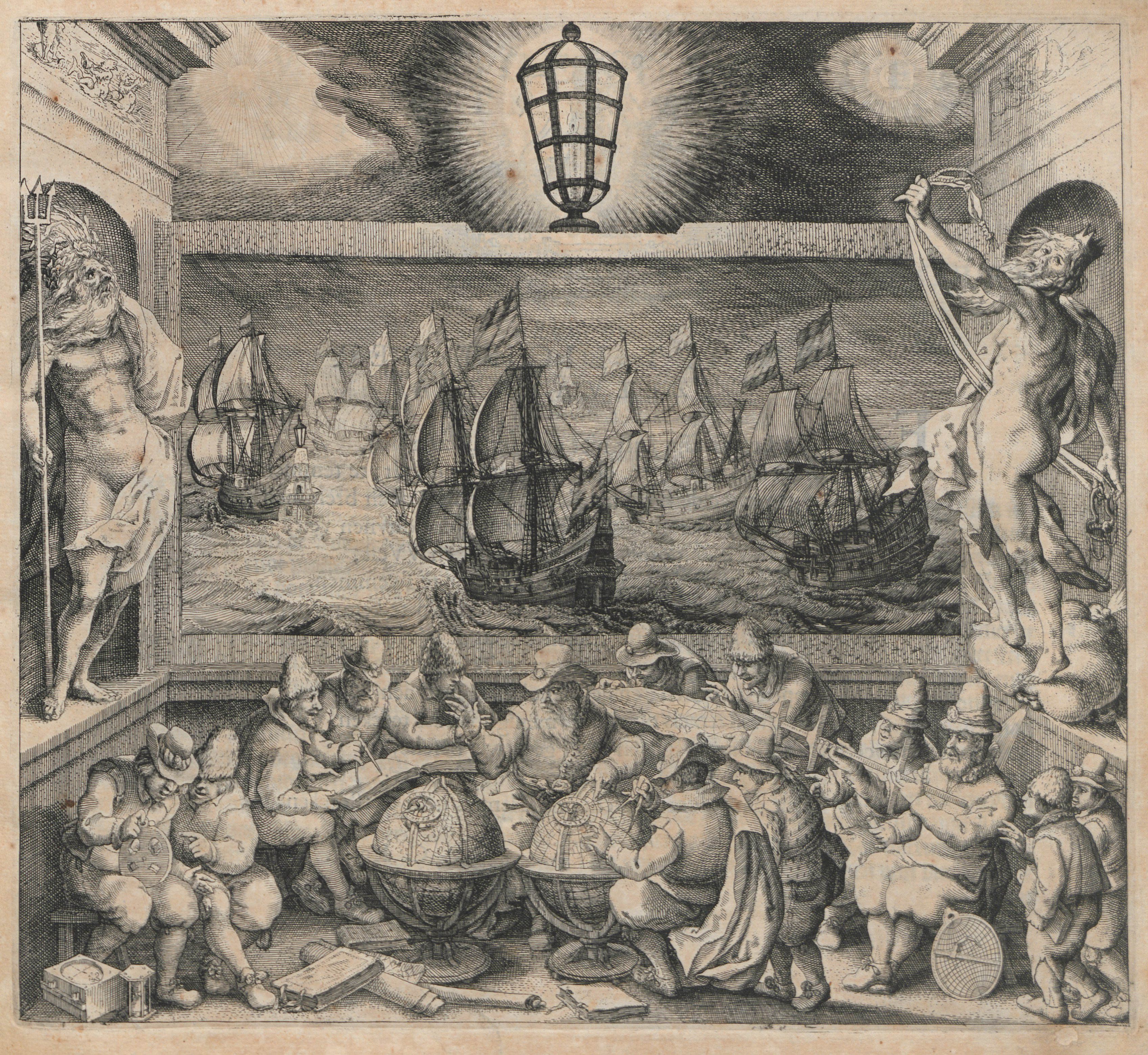
Assemblée de pilotes, Willem Blaeu, 1608.

### Disparition de l'astrolabe nautique
Dans l'inventaire des astrolabes nautiques existants donné par Alan Stimson, il n'y a que trois instruments dans la période 1650-1700. Ce qui montre son obsolescence dès le milieu du XVIIe siècle.
Vers les années 1600, l'astrolabe nautique est mis en concurrence avec un nouvel instrument qui permet de viser le Soleil tout en lui tournant le dos, le quartier de Davis.

Petit à petit, ce dernier va supplanter le quadrant nautique et son successeur le bâton de Jacob, ainsi que l'astrolabe nautique. Ceci à partir du début du XVIIIe siècle. Plus précis dans les mesures — il peut tenir compte du diamètre du Soleil — le quartier de Davis s'imposera sur mer jusqu'à la fin du XVIIIe siècle.

## Inventaires
En 1985, Alan Stimson, dans son ouvrage The mariner's astrolabe recense 50 astrolabes nautiques. En 1988, il en compte 66. Il les décrit en détail et analyse globalement ses informations.
Plus tard, en 1995, Leonard Linton en dénombre 96, mais son inventaire, d'après R. D'Hollander est sommaire.

En 2017, le plus ancien exemplaire découvert à ce jour et évoqué plus haut porterait le nombre total d'instruments à 108.
Les résultats d'analyse proposés ici correspondent aux travaux d'Alan Stimson.

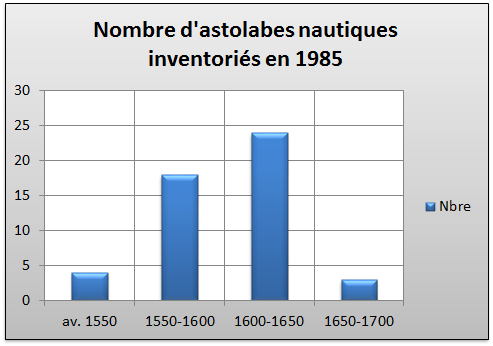
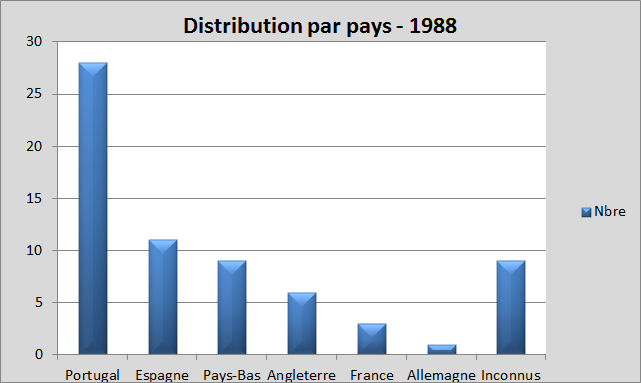